# DNCE-diszkográfia
Ez a diszkográfia a DNCE amerikai zenekar diszkográfiája, mely 1 stúdióalbumból, 4 kislemezből, és egyéb más megjelenésekből áll. A csapat kirobbanó sikere a Cake By The Ocean című dal volt, melyet 2015. szeptember 18-án mutattak be A dal számos területen sikereket ért el, úgy mint a Billboard Hot 100-as listán, ahol 9. helyezett lett. A kanadai Hot 100-as listán a 7. A csapat kiadta a Swaay című EP-t  2015. október 23-án, mely egy öt dalból álló középlemez. Az EP pozitív fogadtatásban részesült.

## Stúdióalbumok
| Cím  | Megjelenés                                                                             | Legmagasabb slágerlistás helyezés | Legmagasabb slágerlistás helyezés | Legmagasabb slágerlistás helyezés | Legmagasabb slágerlistás helyezés | Legmagasabb slágerlistás helyezés | Legmagasabb slágerlistás helyezés | Legmagasabb slágerlistás helyezés | Legmagasabb slágerlistás helyezés | Legmagasabb slágerlistás helyezés | Legmagasabb slágerlistás helyezés | Díjak, helyezések |
| Cím  | Megjelenés                                                                             | US                                | BEL                               | AUS                               | CAN                               | FRA                               | IRL                               | JPN                               | SPA                               | SWI                               | UK                                | Díjak, helyezések |
| ---- | -------------------------------------------------------------------------------------- | --------------------------------- | --------------------------------- | --------------------------------- | --------------------------------- | --------------------------------- | --------------------------------- | --------------------------------- | --------------------------------- | --------------------------------- | --------------------------------- | ----------------- |
| DNCE | - Megjelenés: 2016 november 18 - Formátum: CD, LP Digitális letöltés - Label: Republic | 17                                | 32                                | 73                                | 43                                | 166                               | 76                                | 43                                | 86                                | 89                                | 48                                | - RIAA: Arany     |

## Újra kiadott albumok
| Cím                  | Album megjelenés                                                                                  |
| -------------------- | ------------------------------------------------------------------------------------------------- |
| DNCE (Jumbo Edition) | - Megjelent: 2017 november 8 (Japán) - Label: Republic Records - Formátum: CD, Digitális letöltés |

## EP-k
| Cím   | Megjelenés                                                                        | Legmagasabb helyezés | Legmagasabb helyezés | Legmagasabb helyezés |
| Cím   | Megjelenés                                                                        | US                   | CAN                  | DEN                  |
| ----- | --------------------------------------------------------------------------------- | -------------------- | -------------------- | -------------------- |
| Swaay | - Megjelent: 2015 október 23 - Formátum: CD, Digitális letöltés - Label: Republic | 39                   | 18                   | 19                   |

## Kislemezek
| Cím                                         | Év   | Legmagasabb slágerlistás helyezés | Legmagasabb slágerlistás helyezés | Legmagasabb slágerlistás helyezés | Legmagasabb slágerlistás helyezés | Legmagasabb slágerlistás helyezés | Legmagasabb slágerlistás helyezés | Legmagasabb slágerlistás helyezés | Legmagasabb slágerlistás helyezés | Legmagasabb slágerlistás helyezés | Legmagasabb slágerlistás helyezés | Díjak jelölések | Album         |
| Cím                                         | Év   | US                                | AUS                               | CAN                               | GER                               | IRL                               | ITA                               | JPN                               | NZ                                | SWE                               | UK                                | Díjak jelölések | Album         |
| ------------------------------------------- | ---- | --------------------------------- | --------------------------------- | --------------------------------- | --------------------------------- | --------------------------------- | --------------------------------- | --------------------------------- | --------------------------------- | --------------------------------- | --------------------------------- | --- | ------------- |
| "Cake By The Ocean"                         | 2015 | 9                                 | 6                                 | 7                                 | 6                                 | 6                                 | 11                                | 1                                 | 10                                | 24                                | 4                                 | - RIAA: 3x Platina - ARIA: 2× Platina - BPI: Platina - FIMI: 3× Platina - IFPI DEN: Arany - IFPI SWE: Platina - MC: 2× Platina - RMNZ: 2× Platina | Swaay         |
| "Toothbrush"                                | 2016 | 44                                | 33                                | 36                                | —                                 | 65                                | —                                 | —                                 | —                                 | —                                 | 49                                | - RIAA: Arany - ARIA: Arany - BPI: Ezüst | Swaay         |
| "Body Moves"                                | 2016 | —                                 | 62                                | —                                 | —                                 | —                                 | —                                 | 2                                 | —                                 | 96                                | 99                                | | DNCE          |
| "Kissing Strangers" (featuring Nicki Minaj) | 2017 | —                                 | 96                                | 73                                | —                                 | —                                 | 41                                | —                                 | —                                 | —                                 | —                                 | - FIMI: Platina | Nem album dal |
| "—" slágerlistás helyezést nem ért el.      |      |                                   |                                   |                                   |                                   |                                   |                                   |                                   |                                   |                                   |                                   | |               |

## Közreműködő előadóként
| "Rock Bottom" (Hailee Steinfeld featuring DNCE)              | 2016 | — | —  | 39 | 61 | — | - RMNZ: Arany | Haiz          |
| "Da Ya Think I’m Sexy?" (Remix) (Rod Stewart featuring DNCE) | 2017 | — | 14 | —  | —  | — |               | Nem album dal |
| "—" slágerlistás helyezést nem ért el.                       |      |   |    |    |    |   |               |               |

## Promóciós dalok
| Cím | Év   | Album         |
| --- | ---- | ------------- |
| "Blown" (featuring Kent Jones) | 2016 | DNCE          |
| "Santa Claus Is Coming to Town" (featuring Charlie Puth, Hailee Steinfeld, Daya, Fifth Harmony, Rita Ora, Sabrina Carpenter and Jake Miller) | 2016 | Nem album dal |
| "Good Day (End of the World Remix)" | 2017 | Nem album dal |

## Videóklipek
| Cím                                      | Év   | Rendező          |
| ---------------------------------------- | ---- | ---------------- |
| "Cake By The Ocean"                      | 2015 | Black Coffee     |
| "Toothbrush"                             | 2016 | Luke Monaghan    |
| "Body Moves" (Victoria’s Secret version) | 2016 | Unknown          |
| "Body Moves"                             | 2016 | Hannah Lux Davis |
| "Kissing Strangers"                      | 2017 | Marc Klasfeld    |
| "Good Day"                               | 2017 | SONIC            |

Közreműködő előadóként
| Cím           | Év   | Rendező     | Megjegyzés                 |
| ------------- | ---- | ----------- | -------------------------- |
| "Rock Bottom" | 2016 | Malia James | Hailee Steinfeld videóklip |

## Egyéb Megjelenések
| Cím                                                                     | Év   | Album                          |
| ----------------------------------------------------------------------- | ---- | ------------------------------ |
| "Maybe Baby"                                                            | 2016 | Grease: Live                   |
| "Born to Hand Jive"                                                     | 2016 | Grease: Live                   |
| "Rock n’ Roll Party Queen"                                              | 2016 | Grease: Live                   |
| "Rock n’ Roll Is Here to Stay"                                          | 2016 | Grease: Live                   |
| "What’s Love Got to Do with It"                                         | 2016 | The Time Is Now                |
| "Hands to Myself#Live performances and cover versions\|Hands to Myself" | 2016 | BBC Radio 1's Live Lounge 2016 |
| "Forever"                                                               | 2017 | The Lego Batman Movie          |
| "Can You Feel It"                                                       | 2017 | My Little Pony: The Movie      |
| "Christmas Without You"                                                 | 2017 | A Very ROC Christmas           |